# Agafamosquits d'Iquitos
L'agafamosquits d'Iquitos (Polioptila clementsi) és un ocell de la família dels polioptílids (Polioptilidae).

## Hàbitat i distribució
Habita la selva del nord-est del Perú

## Taxonomia
És un ocell que ha estat descrit en època recent, arran els treballs de Whitney et Alonso 2005. Considerat una subespècie de Polioptila guianensis per algunes classificacions, el Congrés Ornitològic Internacional, versió 11.1, 2021 fa amb ell una espècie de ple dret.